# Ty Templeton
Pour les articles homonymes, voir Templeton.
Ty Templeton (né le 9 mai 1962) est un auteur de comics canadien. 

## Biographie
Ty Templeton naît le 9 mai 1962. De 1984 à 1987 il produit la série Stig's Inferno qui comprend 8 numéros publiés d'abord par Vortex puis par Eclipse Comics. Il travaille ensuite sur les adaptations du dessin animés Batman de 1992 à 2004, à la fois comme dessinateur ou scénariste, ce qui lui vaut trois prix Eisner. D'autres séries télévisées sont adaptées par ses soins : Superman, Ren et Stimpy ou encore Les Simpson En 2002 il signe le roman graphique Bigg Time publié par DC Comics dans sa collection Vertigo. À partir du début de 2014, il dessine Batman '66 Meets the Green Hornet, série DC écrite par Ralph Garman et Kevin Patrick Smith d'après la série télévisée Batman de 1966-1968. Il a aussi dirigé une maison d'édition de comics canadienne nommée Mr. Comics et enseigne l'écriture de scénario et le dessin de comics lors de sessions nommées "Ty Templeton's Comic Book Boot Camp".

## Prix et récompenses
- 1996 :  Prix Eisner du meilleur titre pour jeunes lecteurs avec Batman & Robin Adventures (avec Rick Burchett et Paul Dini)
- 1998 :  Prix Eisner de la meilleure publication de bande dessinée jeune public pour Batman & Robin Adventures (avec Rick Burchett et Brandon Kruse)
- 1999 :  Prix Eisner du meilleur titre jeune public pour Batman: The Gotham Adventures (avec Rick Burchett et Terry Beatty)
- 2005 :  Prix Joe Shuster du meilleur scénariste avec The Batman Adventures
- 2014 :  Temple de la renommée de la bande dessinée canadienne
- 2017 :  Prix Joe Shuster du créateur de bande dessinée web pour Bun Toons